# 古谷田力
古谷田 力（こやた つとむ、1968年10月22日 - ）は、日本の政治家。神奈川県大和市長（1期）。元大和市議会議員（3期）。

## 概要
神奈川県大和市出身。神奈川県立大和南高等学校卒業後、大和市農業協同組合総務課で勤務する。2001年にはレストランバーを開業した。
2011年4月、大和市議会議員選挙に民主党公認で立候補し、初当選。以後、3期連続当選。2期目途中の2017年9月26日には当時所属していた民進党に離党届を提出した。
2020年、早稲田大学人間科学部に入学。
2022年11月1日、翌年4月の大和市長選挙への立候補を表明。選挙戦は当初、古谷田と、自民党が推薦する市議の小田博士の一騎打ちと見られたが、不出馬の意向を示していた現職の大木哲が公示2週間前に突如立候補を表明。4月23日の投開票の結果、古谷田が小田を約3,500票差で振り切り、3者の混戦を制した（古谷田29,288票、小田25,796票、大木21,414票）。

## 人物
- 1996年に3歳年上の兄を心の病で亡くしたことが、政治家になるきっかけの一つになったと述べている[7][8]。
- 座右の銘は「忘己利他（もうこりた）」[1]。自分の利益を忘れ、人のために尽くすという意味で、市内の子供らと東日本大震災のボランティアに行った際、現地で瀬戸内寂聴から貰った[8]。
- 2023年の市長選では現職の大木哲の市職員に対するパワーハラスメント疑惑を批判。一方で、職員アンケートでは古谷田自身も加害者側として名前が出ており、「覚えがないが、そう受け止められているならば改善し、対応を改める」と述べた[5]。
- 民主党市議時代の2011年には、同じ民主党から当選した三枝修市議が、古谷田が同じ会派を組まなかったことなどで精神的、肉体的苦痛を受けたと主張し、民主党神奈川県第13区総支部は古谷田を厳重注意した[2]。三枝はこの処分に納得せず離党し、6月24日には古谷田に対し慰謝料60万円を求める少額訴訟を藤沢簡裁に起こした。古谷田は「三枝氏から一度も同じ会派を組もうと連絡がなかった。自分も連絡を取ろうとしなかったのは悪かったが、お互い努力を怠ったということ」として争う姿勢を示していた[2]が、7月19日に三枝は訴えを取り下げた[9]。